# Liste der Planungsdezernenten der Stadt Frankfurt am Main
Die Liste der Planungsdezernenten der Stadt Frankfurt am Main führt chronologisch die Politiker auf, die in Frankfurt am Main für Stadtplanung und Bauwesen zuständig waren bzw. derzeit sind. Als von der Stadtverordnetenversammlung (Gemeindevertretung) für sechs Jahre gewählte politische Beamte gehören sie dem Magistrat, also dem Gemeindevorstand an. Ihre Parteizugehörigkeit ist in der Tabelle vermerkt. Sie werden auch als Stadtrat tituliert. Sie leiten das Dezernat für Planung und sind in der Regel mindestens zuständig für Stadtplanung, Bauaufsicht und Vermessung teilweise auch für weitere Aufgaben wie Hochbau, Verkehr, Liegenschaften und Denkmalpflege. 
In der zurückliegenden Zeit haben sich die Zuständigkeiten immer wieder geändert, und Aufgaben wurden den Erfordernissen der jeweiligen Epochen angepasst. Der Oberbürgermeister hat gemäß Hessischer Gemeindeordnung das Recht, den Stadträten ihre Aufgaben zuzuweisen. Beispielsweise waren in der Nachkriegszeit die Trümmerverwertung oder in den 1960er Jahren der U-Bahn-Bau eigene Aufgabenfelder. Neben dem Planungsdezernenten gab es zeitweise auch weitere Stadträte, die für Bau oder Verkehr zuständig waren.
Seitdem zunehmend Aufgaben der Stadtverwaltung in städtische Gesellschaften ausgegliedert werden, sind die Dezernenten neben der Zuständigkeit für die jeweiligen Ämter auch für die Gesellschaften zuständig. Im Falle der Planung sind dies beispielsweise: Wohnungsbaugesellschaft ABG Frankfurt Holding, Messe Frankfurt GmbH und zahlreiche weitere.
| Zeitraum  | Planungs- bzw. Baudezernent | Partei    |
| --------- | --------------------------- | --------- |
| 1925–1930 | Ernst May                   |           |
| 1931–1938 | Reinhold Niemeyer           | NSDAP     |
| 1946–1948 | Eugen Blanck                | SPD       |
| 1948–1954 | Moritz Wolf                 | SPD       |
| 1954–1955 | Adolf Miersch               | parteilos |
| 1956–1972 | Hans Martin Kampffmeyer     | SPD       |
| 1972–1975 | Hanns Adrian                |           |
| 1975–1977 | Hans-Erhard Haverkampf      | SPD       |
| 1978–1989 | Hans Küppers                | CDU       |
| 1989–2000 | Martin Wentz                | SPD       |
| 2000–2012 | Edwin Schwarz               | CDU       |
| 2012–2016 | Olaf Cunitz                 | GRÜNE     |
| 2016–2023 | Mike Josef                  | SPD       |
| 2023–     | Marcus Gwechenberger        | SPD       |

## Weitere Bau- oder Verkehrsdezernenten
- 1946–1954 Adolf Miersch, zuständig für Tiefbau (Straßenbau, Wiederaufbau der Brücken, Trümmerverwertung)
- 1961–19xx Walter Möller (SPD), zuständig für Verkehrsplanung, U-Bahn-Bau, Straßenbau
- 2000–2006 Martin Wentz (SPD), zuständig für Hochbau
- 2006–2011 Lutz Sikorski (GRÜNE), zuständig für Verkehr und Straßenbau
- 2011–2016 Stefan Majer (GRÜNE), zuständig für Verkehr und Straßenbau
- 2016–2021 Klaus Oesterling (SPD), zuständig für Verkehr und Straßenbau
- 2016–2021 Jan Schneider (CDU), zuständig für Hochbau und Immobilien